# 확대관할법
확대관할법(擴大管轄法)이란 미국민사소송법상 원칙으로 각 주에서 주 내에 거주하지 않는 역외자에 대해 재판관할권을 확대하여 적용하는 법으로 Long arm statute라고 하는데 긴 팔로 피고를 관할 밖에서 끌어오는 것을 빗댄 표현이며 관할을 역외적용하는 것을 말한다.  장수법 또는 긴팔법이라고도 한다.

## 참고 문헌
- 가정준, 미국 주 법원의 확대관할 (미국 州 법원의 확대관할) 2009년 미국헌법학회, 미국헌법연구.
- 김상만, 국제거래에서 법정지선택 조항의 효력에 관한 고찰- 미국과 한국의 판례비교를 중심으로

## 같이 보기
- 인터내셔널 슈 대 워싱턴 사건